# Плахотник, Алексей Нестерович
Алексей Нестерович Плахотник (1907—1982) — гвардии сержант Рабоче-крестьянской Красной Армии, участник Великой Отечественной войны, Герой Советского Союза (1945).

## Биография
Алексей Плахотник родился 6 июня 1907 года в селе Ульяновка. Брат — Герой Советского Союза Даниил Плахотник. После окончания начальной школы работал в колхозе. В 1929—1932 годах проходил службу в Рабоче-крестьянской Красной Армии. В ноябре 1944 года Плахотник был призван на службу в Рабоче-крестьянскую Красную Армию и направлен на фронт Великой Отечественной войны. Воевал помощником командира взвода 176-го гвардейского стрелкового полка 59-й гвардейской стрелковой дивизии 46-й армии 2-го Украинского фронта. Отличился во время освобождения Венгрии.
В ночь с 3 на 4 декабря 1944 года Плахотник в числе передовой группы переправился через Дунай в районе города Эрчи и принял активное участие в боях за захват плацдарма, уничтожив 16 вражеских солдат и 1 огневую точку, а также 1 солдата противника взял в плен. Во время боёв за удержание плацдарма Плахотник принимал активное участие в отражении большого количества немецких контратак. В ходе последующего наступления получил тяжёлое ранение.
Указом Президиума Верховного Совета СССР от 24 марта 1945 года за «мужество, отвагу и героизм, проявленные в борьбе с немецкими захватчиками», гвардии сержант Алексей Плахотник был удостоен высокого звания Героя Советского Союза с вручением ордена Ленина и медали «Золотая Звезда» за номером 8652.
После окончания войны Плахотник был демобилизован. Проживал и работал в Херсоне. Скончался 13 августа 1982 года.
Был также награждён рядом медалей.